# Zonosaurus ornatus
Zonosaurus ornatus — вид ящірок родини геррозаврових (Gerrhosauridae). Ендемік Мадагаскару.

## Поширення і екологія
Zonosaurus ornatus мешкають на сході Центрального нагір'я на острові Мадагаскар. Вони живуть у вологих гірських тропічних лісах, на болотах та на гірських луках і пустищах. Зустрічаються на висоті до 2000 м над рівнем моря.